# Evil Woman
Singles de Electric Light Orchestra
Boy Blue
(1975) Nightrider
(1976)
Pistes de Face the Music
Waterfall Nightrider
Evil Woman est une chanson d'Electric Light Orchestra, parue en 1975 sur l'album Face the Music, puis en single la même année, se classant 10e aux États-Unis comme au Royaume-Uni[réf. nécessaire].
Cette chanson assume le label "rock symphonique" du groupe par l'utilisation de cordes numériques (son de violons). Sa structure est classique : descente puis remontée sur trois accords, sur le modèle de All Along the Watchtower (Bob Dylan, Jimi Hendrix, etc.)[réf. nécessaire].

## Samples
Divers éléments de la chanson sont repris dans plusieurs autres morceaux. Un sample est ainsi utilisé dans la chanson Face to Face (2003) de Daft Punk. Elle est également utilisée dans Beep (2006) des Pussycat Dolls, en introduction et avant chaque couplet. Un sample est également présent dans le remix d'Oliver Koletzki du titre Toop Toop de Cassius en 2006.

## Dans la culture populaire
- On la retrouve dans le jeu vidéo Grand Theft Auto IV, sur la station Liberty Rock Radio 97.8.
- On peut l'entendre dans le film Austin Powers dans Goldmember, durant la scène du parloir entre le Dr. Denfer et Frau.
- Cette chanson est employée dans la partie « The Road to Power » du documentaire Tory! Tory! Tory! (en) pour illustrer des images d’archive de Margaret Thatcher.